# West Yellowstone
West Yellowstone ist eine Kleinstadt (mit dem Status „Town“) im Gallatin County im US-amerikanischen Bundesstaat Montana. Das U.S. Census Bureau hat bei der Volkszählung 2020 eine Einwohnerzahl von 1.272 ermittelt.

## Geografie

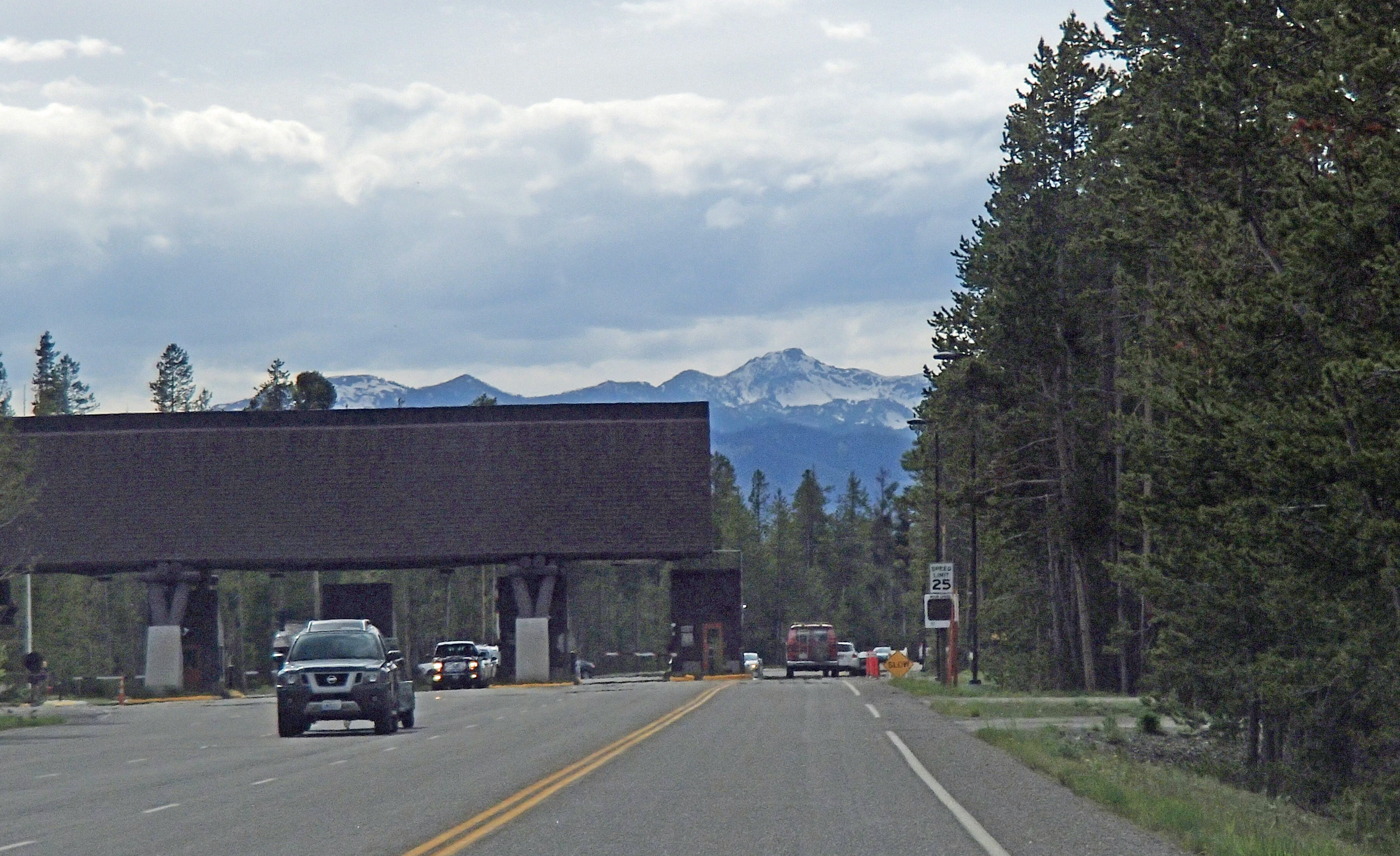
Westausgang des Yellowstone-Nationalparks

West Yellowstone liegt im Südwesten Montanas und grenzt unmittelbar an den Yellowstone-Nationalpark an. Der Ort liegt rund drei Kilometer westlich des Madison River, einem der beiden Quellflüsse des Missouri. Die Schnittstelle der drei Bundesstaaten Montana, Idaho und Wyoming liegt rund 20 km südsüdöstlich von West Yellowstone.
Die geografischen Koordinaten von West Yellowstone sind 44°39′45″ nördlicher Breite und 111°6′21″ westlicher Länge. Der Ort erstreckt sich über eine Fläche von 2,1 km².
Nachbarorte von West Yellowstone sind Island Park in Idaho (45,3 km südwestlich) und Cameron (96,7 km nordnordwestlich).
Die nächstgelegenen Großstädte sind Montanas größte Stadt Billings (344 km nordöstlich), Utahs Hauptstadt Salt Lake City (515 km südlich) und Idahos Hauptstadt Boise (623 km westlich).

## Verkehr

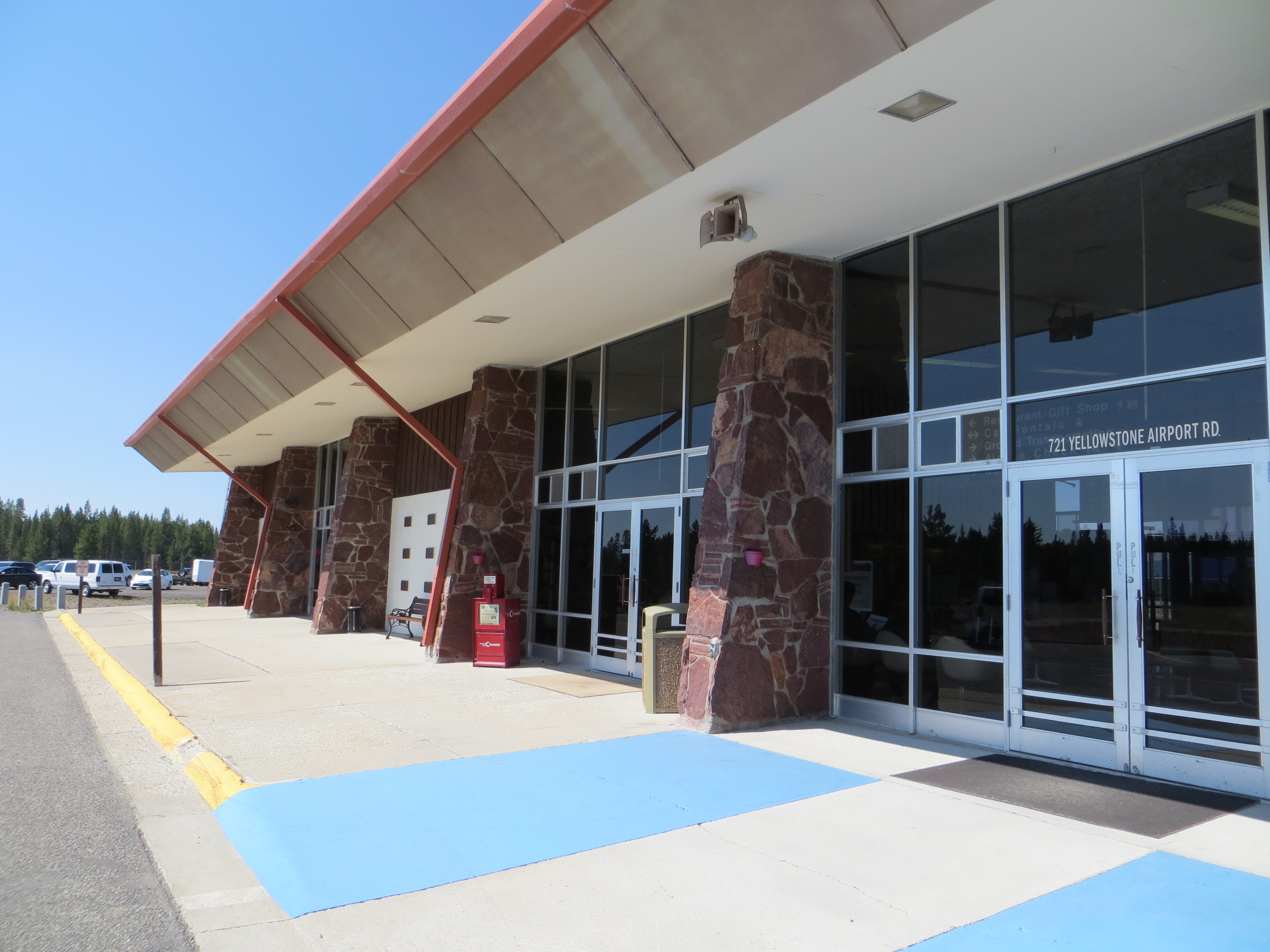
Empfangsgebäude des Yellowstone Airports

Durch West Yellowstone verlaufen die auf einer gemeinsamen Strecke aus östlicher Richtung durch den Yellowstone-Nationalpark führenden U.S. Highways 20, 191 und 287 und teilen sich im Stadtzentrum auf. Die US 191 und die US 287 zweigen auf einer gemeinsamen Strecke nach Norden ab, während die US 20 die Stadt in westlicher Richtung in Richtung Idaho verlässt. Alle weiteren Straßen sind untergeordnete Landstraßen, teils unbefestigte Fahrwege sowie innerörtliche Verbindungsstraßen.
Mit dem Yellowstone Airport befindet sich 4,3 km nördlich der Stadt ein Regionalflughafen, über den tägliche Flugverbindungen zum Salt Lake City International Airport bestehen.

## Bevölkerung
Nach der Volkszählung im Jahr 2010 lebten in West Yellowstone 1271 Menschen in 617 Haushalten. Die Bevölkerungsdichte betrug 605,2 Einwohner pro Quadratkilometer. In den 617 Haushalten lebten statistisch je 2,06 Personen.
Ethnisch betrachtet setzte sich die Bevölkerung zusammen aus 86,6 Prozent Weißen, 0,4 Prozent Afroamerikanern, 1,1 Prozent amerikanischen Ureinwohnern, 0,9 Prozent Asiaten sowie 7,5 Prozent aus anderen ethnischen Gruppen; 3,5 Prozent stammten von zwei oder mehr Ethnien ab. Unabhängig von der ethnischen Zugehörigkeit waren 17,9 Prozent der Bevölkerung spanischer oder lateinamerikanischer Abstammung.
20,9 Prozent der Bevölkerung waren unter 18 Jahre alt, 70,7 Prozent waren zwischen 18 und 64 und 8,4 Prozent waren 65 Jahre oder älter. 46,9 Prozent der Bevölkerung waren weiblich.
Das mittlere jährliche Einkommen eines Haushalts lag bei 45.147 USD. Das Pro-Kopf-Einkommen betrug 24.463 USD. 21,8 Prozent der Einwohner lebten unterhalb der Armutsgrenze.